# Claverol (Conca de Dalt)
Claverol és un poble del terme municipal de Conca de Dalt, a la comarca del Pallars Jussà. Fins al 1969 fou cap d'un municipi propi, que comprenia, a més de Claverol, els pobles del Pont de Claverol, Sant Martí de Canals i Sossís, a més de l'enclavament dels Masos de Baiarri, entre els termes de la Pobla de Segur, Baén (ara, Baix Pallars) i Hortoneda de la Conca. Segons Joan Coromines, Claverol prové del verb «clavar». i fa referència directa al principal ofici que exercien els habitants d'aquest poble des de molt antic: la construcció dels rais, que es construïen justament ran del Pont de Claverol, i que servien per baixar la fusta dels mateixos rais des dels boscos pallaresos fins a Tortosa, a través de la Noguera Pallaresa, el Segre i l'Ebre... quan no hi havia pantans que impossibilitessin aquest senzill i eficaç mitjà de transport.

## Geografia
El poble de Claverol és al marge esquerre de la Noguera Pallaresa, damunt d'un turó, des d'on es domina gran part de la subcomarca de la Conca de Dalt. Conserva encara l'estructura defensiva de vila closa, i una torre d'origen alt-medieval, que formava part de tota la xarxa defensiva del Pallars quan era frontera amb Al-Àndalus, cap als segles X-xi. El poble nasqué, probablement, com a poble castral a redós del castell de Claverol. Encara actualment es pot apreciar la seva organització urbanística de poble clos medieval.

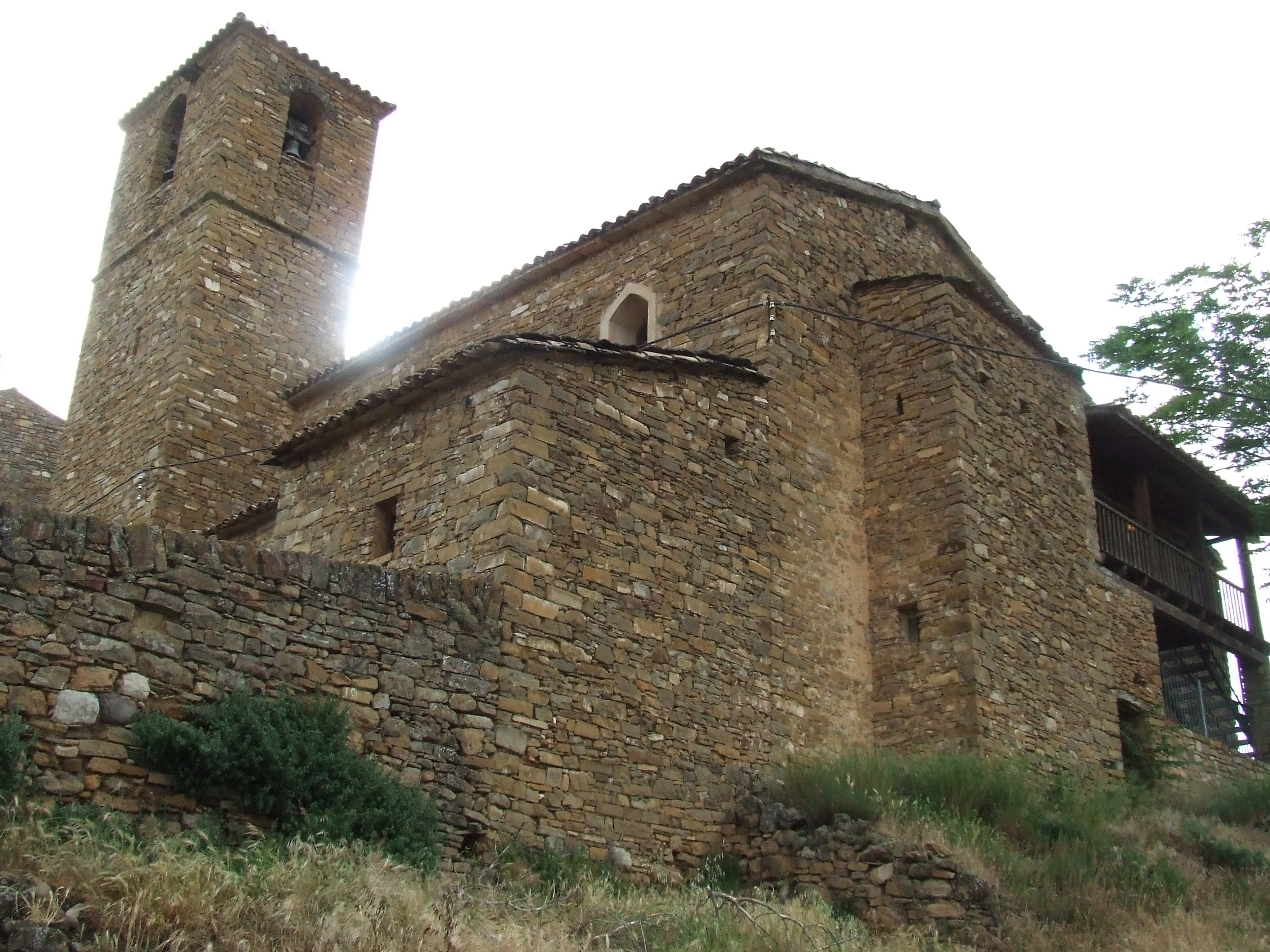
L'església parroquial de sant Cristòfol

L'església parroquial actual de Claverol és bastant moderna. Està dedicada a Sant Cristòfol, i no presenta elements que suscitin cap mena d'interès arquitectònic o històric. En fou rector, al segle xvi, Josep Calassanç i Gastó, elevat als altars després de la seva mort (Sant Josep de Calassanç), fundador de les Escoles Pies. En fou nomenat rector el febrer del 1589 i hi delegà un vicari. El 1592 anà a Roma on fundà la primera Escola Pia. Renuncià a les rendes de Claverol i establí una causa pia per la població de Claverol. Combinà el càrrec de rector de Claverol amb el de visitador de l'oficialat de Tremp.
El campanar de Sant Cristòfol de Claverol conserva quatre campanes de bella sonoritat, que es poden escoltar seguint l'enllaç extern de més avall. A la sagristia, a més, es conserva la roda, en algunes contrades anomenada matajueus, que era el substitut de les campanes durant la Setmana Santa. Com que es considerava que el toc de campanes era massa alegre per a l'esperit d'aquells dies, els tocs es feien amb la roda, de fusta, que emetia un so somort.

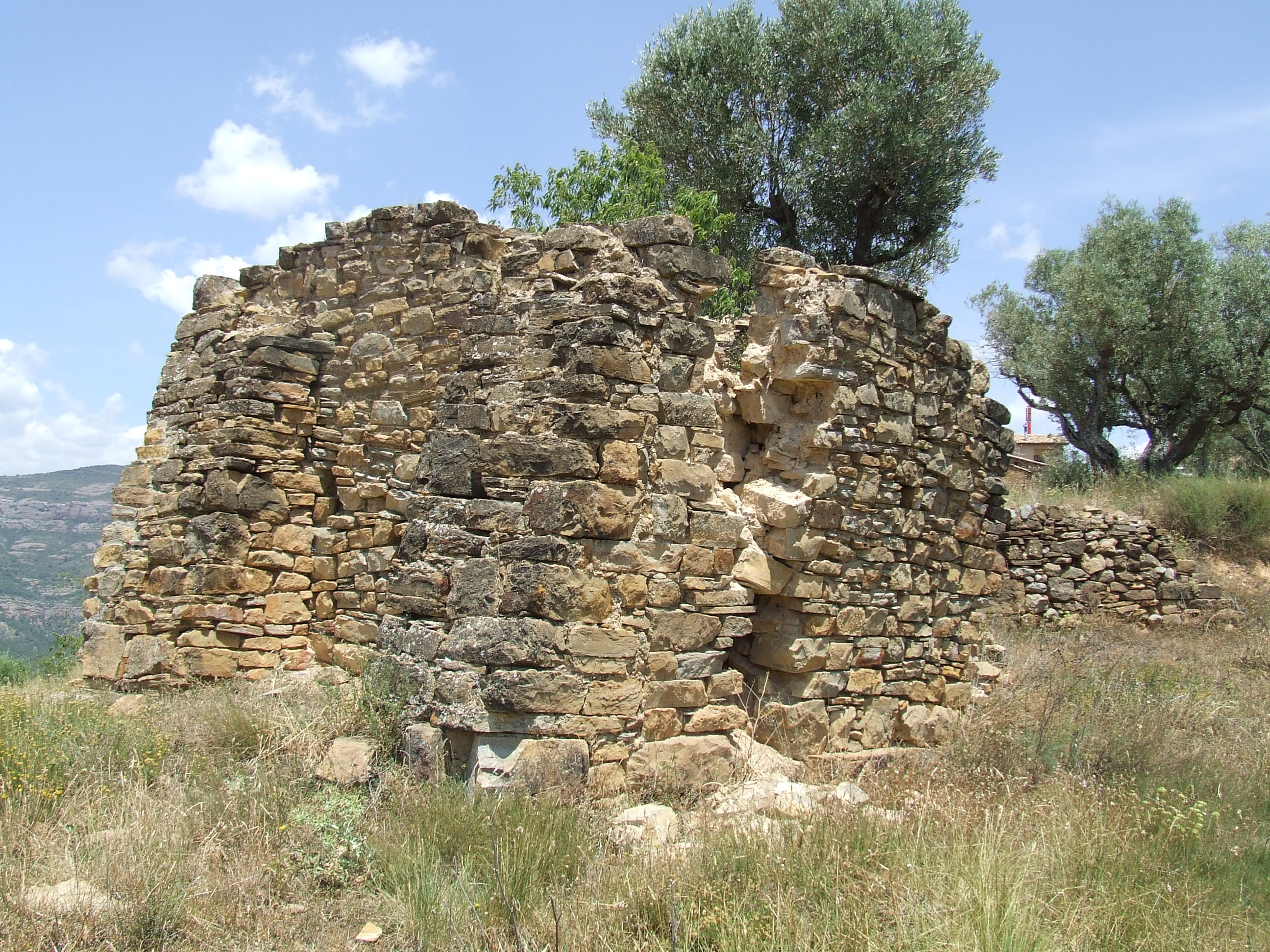
Les restes de la capella de Santa Llúcia

Prop del poble hi ha les restes de la capella de Santa Llúcia, i 1 quilòmetre al sud-est del poble, sota i al sud-oest dels Rocs de Gairat, en una carena que queda al nord del barranc de la Font d'Artic, en un lloc emboscat i difícil de trobar, hi ha les restes de la capella romànica de la Mare de Déu de la Serreta. A cosa de 500 metres al nord-est de Claverol hi ha, encara, les restes de l'ermita romànica de Sant Aleix de Claverol.
A cosa d'1 quilòmetre al sud-est del poble actual de Claverol, uns 200 metres al sud-oest de les restes de la capella de la Mare de Déu de la Serreta, hi ha el poble vell de Claverol, que conté les restes d'una capella, que podria ser la primitiva església parroquial del poble. Sembla que el poble vell fou abandonat a causa d'una forta pestilència que provocà la mort de la major part de la població; a causa d'això els supervivents decidiren marxar a viure a un lloc diferent, més ben ventilat i comunicat que el primitiu, al voltant del castell, situat en un lloc estratègicament més adequat.

## Història

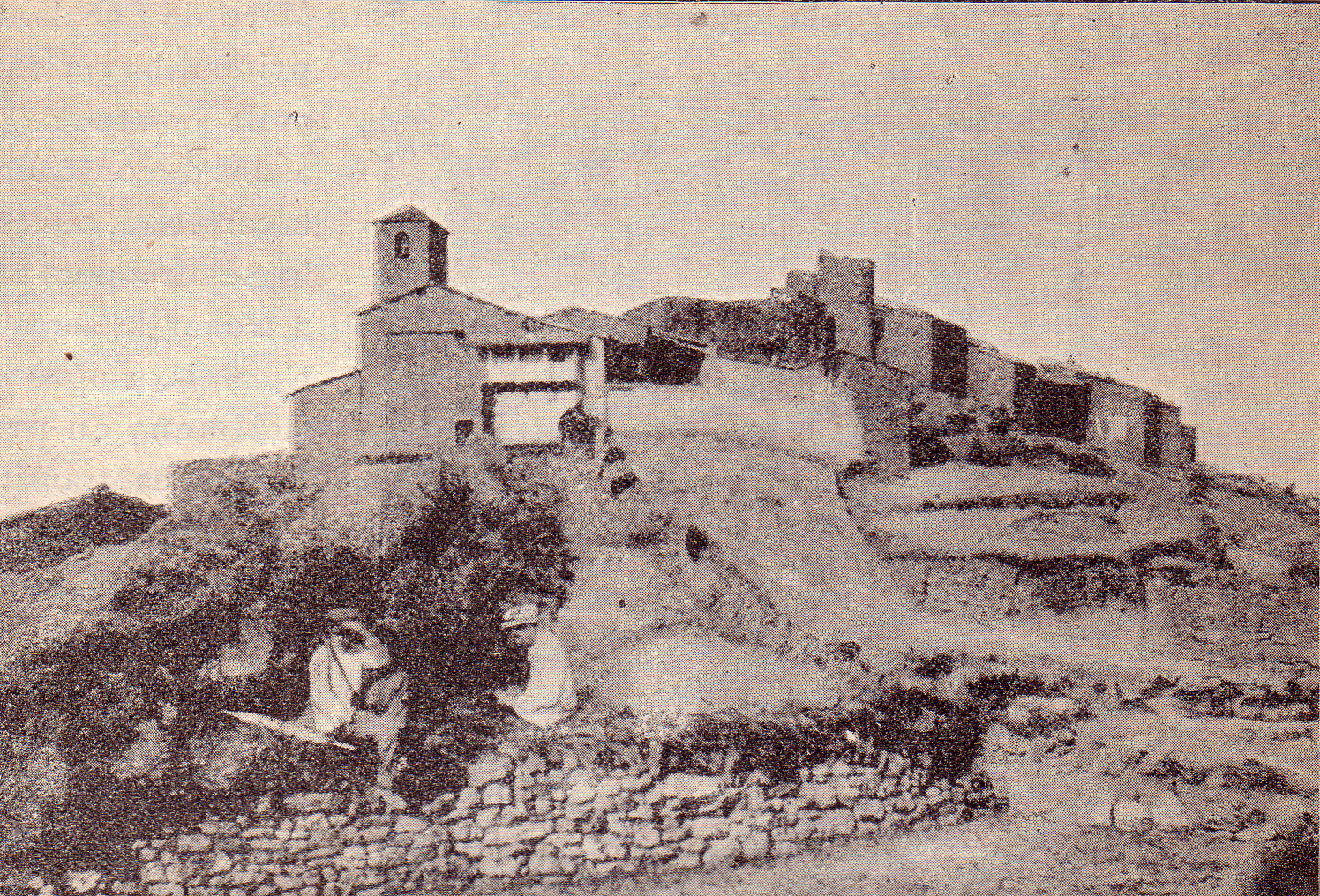
El poble de Claverol vers 1912

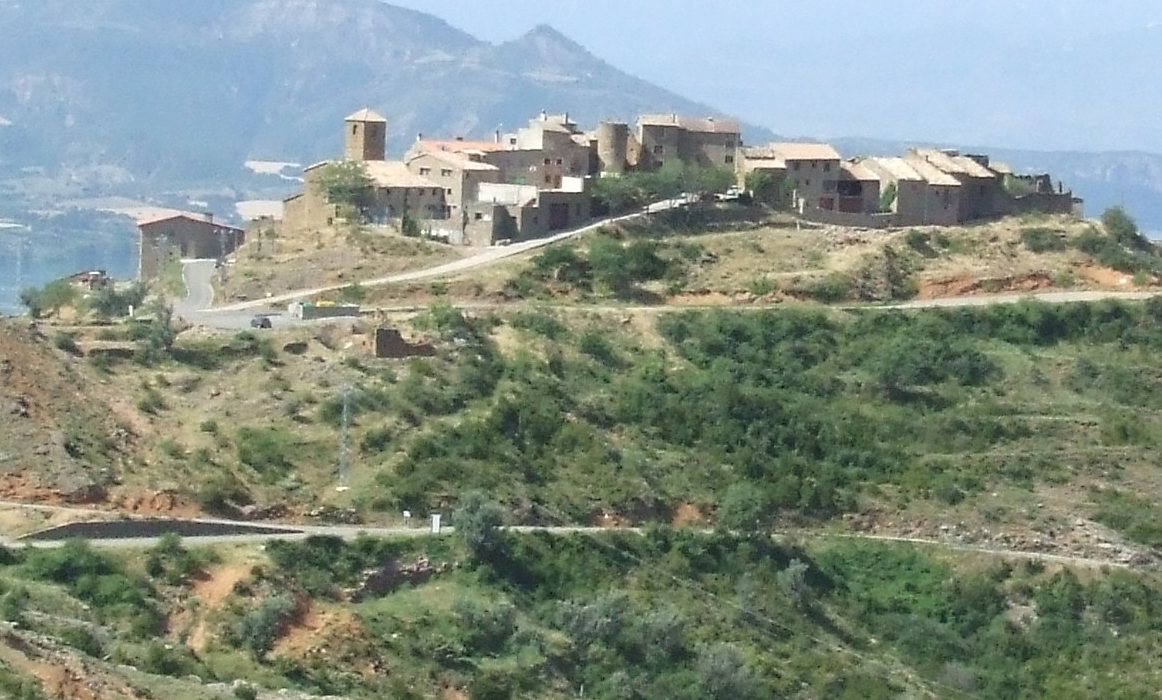
El poble de Claverol el 2009

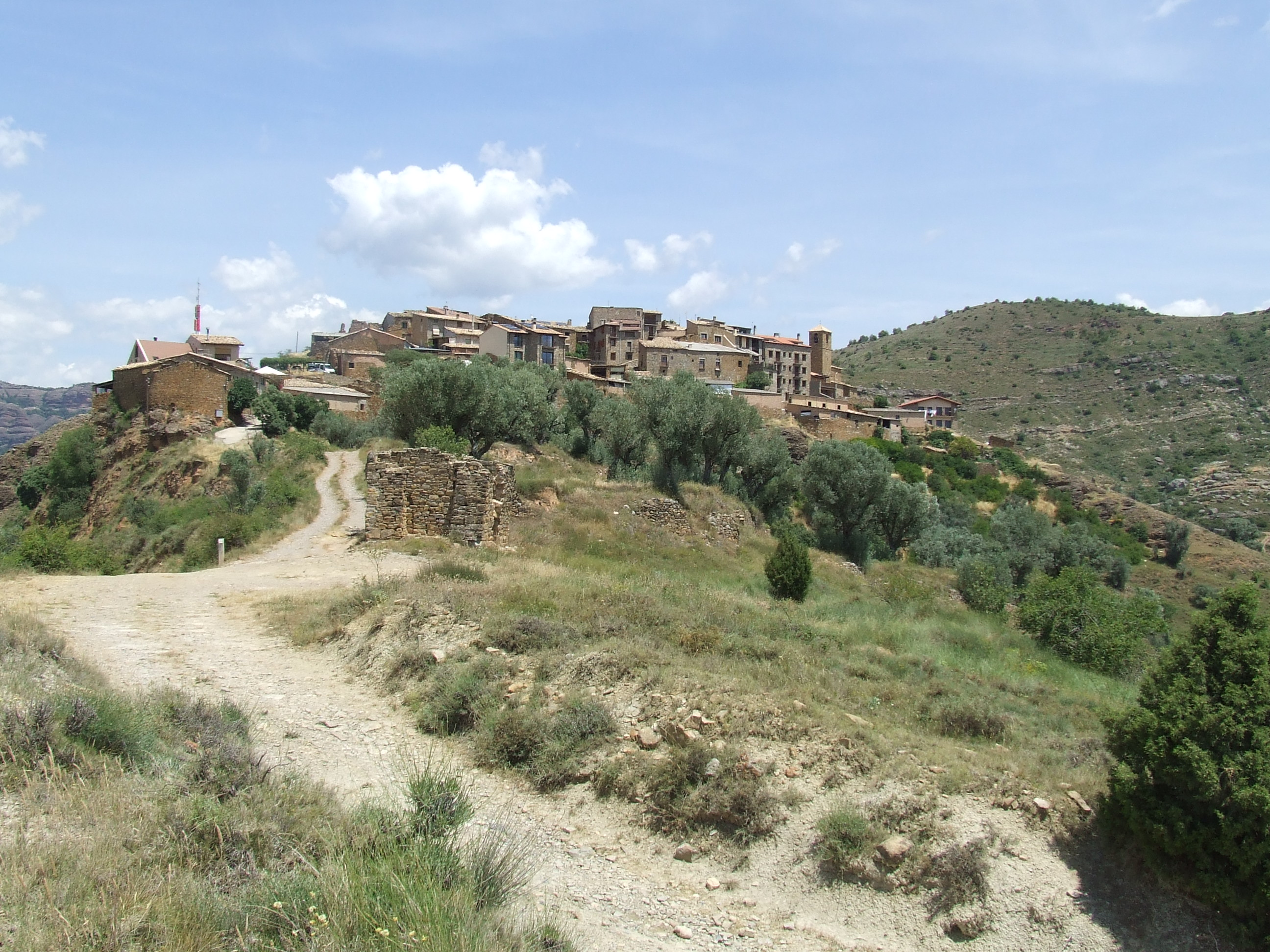
El poble de Claverol en el seu turó

El primer esment de Claverol és del 973, i fa referència al castell, en una donació a Sant Pere de les Maleses feta pel comte Ramon IV de Pallars Jussà. Encara a l'edat mitjana, el 1381 consten 3 focs (uns 15 habitants), a Claverol. Ja a l'edat moderna, en el Fogatge del 1553 hi consten 13 focs (unes 65 persones).
| Elements del clos del poble  | Elements del clos del poble  | Elements del clos del poble           | Elements del clos del poble        |
| ---------------------------- | ---------------------------- | ------------------------------------- | ---------------------------------- |
| Portal d'Hortoneda, per fora | Portal d'Hortoneda, per dins | El clos del poble, pel costat sud-est | El clos del poble, pel costat nord |
| Portal d'Hortoneda, per fora | Portal d'Hortoneda, per dins | El clos del poble, pel costat sud-est | El clos del poble, pel costat nord |

Havia pertangut a la Varvassoria de Toralla.
Pascual Madoz dedica a Claverol un article del seu Diccionario geográfico..., publicat el 1845. Hom hi pot llegir que el poble és dominat a l'est per la muntanya de Canaril, però sense que la defensi dels vents. El poble està ben ventilat, i, tot i que el clima és fred, és sa. Formen el poble 60 cases distribuïdes en dos cossos de població, les d'un sol pis a la part alta del poble, i les de dos, a la part baixa, arribant a la vora del riu (es refereix al Pont de Claverol). Els carrers, costeruts i mal empedrats. Hi havia presó, però no escola, ja que els nens i nenes anaven a la Pobla de Segur. Al nord del terme hi havia dues cases al lloc anomenat Molí de Palau, on hi havia capella pròpia. Els barrancs del terme i la mateixa Noguera Pallaresa permeten l'existència de petits horts. A la resta, el terreny és sobretot muntanyós, amb una petita part plana, la qual està sovint castigada per les avingudes del gran riu comarcal. Terra pedregosa i aspra, s'hi treballen uns 700 jornals de conreu. No hi ha boscos, però sí arbres dispersos i arbusts que proporcionen llenya. S'hi produeix blat, patates, llegum i hortalisses, oli i vi; la collita més important és la de blat. Hi ha ovelles, i bestiar gros per a les feines del camp. També hi ha caça abundant, de conills i perdius, i pesca de truites, barbs i anguiles. D'indústria, sobretot la derivada dels rais: construcció i transport de fusta fins a Tortosa. Hi havia dos molins, un d'oli i un de farina. La població de Claverol era de 38 veïns (caps de família) i 229 ànimes (habitants).
Ceferí Rocafort comenta que en el terme de Claverol hi ha 197 edificis, amb 469 habitants de fet i 467 de dret, dels quals el poble de Claverol en té 40 i 79, respectivament, el Pont de Claverol, 65 i 183, Sant Martí de Canals, 38 i 122, i Sossís, 26 i 72. A més, hi ha 28 cases més escampades per la resta del terme, entre les quals esmenta el mas Miret, els Masos de Baiarri i el Molí de Palau, amb la capella de Sant Martí.
El 1960 tenia 66 habitants, que han anat davallant progressivament: 41 el 1970, 31 el 1981, 17 el 1993, 26 el 2006 i 12 el 2010

## Festes populars
Antigament, la Festa Major s'havia celebrat el 4 de febrer, en honor de la Mare de Déu de la Serreta, després passà al 25 de juliol (Sant Jaume), però ja fa anys que fou traslladada al 27 d'agost, diada dedicada a Sant Josep de Calassanç, que fou rector del poble.
Fora d'aquesta festa principal, d'altres festes antigament importants a la població eren la de sant Cristòfol, patró de la parròquia, i la de sant Sebastià, advocat contra les pestes (creença general a tot Catalunya):
| «                                                  | Gloriós màrtir Sebastià, supliquem vostra clemència: Vulgueu a Jesús pregar guardeu-nos de pestilència. | » |
| — Goigs de Sant Sebastià, text popular tradicional | |   |

A més d'aquestes festes, també havien tingut molta prèdica en el poble les caramelles de Setmana Santa, la festa del Corpus Christi i la de Sant Joan.